# Hammermühle (Neuhemsbach)
Die Hammermühle ist ein amtlich benannter Wohnplatz in Neuhemsbach, einer Ortsgemeinde im Landkreis Kaiserslautern in Rheinland-Pfalz. Die Mühle liegt westlich von Neuhemsbach am Hemsbach, weiter westlich schließt sich der Neuhemsbacher Ortsteil Heinzental an.

## Geschichte
Die damals am Küchenwoog (auch Bärenmüllersweiher) gelegene Hammermühle wurde 1748 von Hauptmann Schwarz als Hammerwerk errichtet. Schwarz, der auch den Blechhammer bei Kaiserslautern betrieb, beantragte am 24. September 1748 die Errichtung eines „Eisen-Hammerschmidt-Schmelzwerkes“ bei der gräflich sayn-wittgenstein-berleburgische Herrschaft Neuhemsbach. Diese Genehmigung wurde mit einer jährlichen Erbpacht von 30 fl. erteilt. Die Baukosten überforderten Schwarz, so dass Graf Ludwig Ferdinand zu Sayn-Wittgenstein-Berleburg 1750 eine Bürgschaft über 1800 fl. übernahm und ihm als Sicherheit alle Rechte am Hammer eingeräumt wurden. Schwarz war in den folgenden Jahren ständig mit den Zahlungen im Rückstand und verschwand im Sommer 1758 spurlos, ohne seine Schulden beglichen zu haben. Anfang 1759 kehrte er zurück, nachdem vermutlich sein Sohn den Hammer zurückgekauft hatte. Auch danach verbesserte sich die finanzielle Situation der Hammermühle nicht, 1790 vermerkte die sayn-wittgenstein-berleburgische Kanzlei, dass es „[m]it Capitän Schwartz […] die alte Leier“ sei.
Zwischen 1790 und 1800 wurde die Hammermühle von einem Bürger Gemeiner erworben. 1797 belief sich die Jahresproduktion auf 36.000 Pfund Stabeisen, das ausschließlich aus Alteisen hergestellt und im näheren Umland vertrieben wurde. Das Unternehmen hatte unter Gemeiner wirtschaftlichen Erfolg, in einer Statistik Ludwig Gienanths von 1801 wird ein Jahresüberschuss von 1005 fl. angegeben. Spätestens 1819 wurde der Betrieb des Neuhemsbacher Hammers eingestellt.
Die Mühle wurde in der Folge in eine Bord- und Mahlmühle umgewandelt. 1859 wird Johann Eichelberger als Besitzer genannt. Johann Eichelberger stammte aus Sembach und war Bäcker und Gastwirt. Er erweiterte den Mühlenbetrieb um ein beliebtes und gutgehendes Ausflugslokal. Ihm folgte sein Sohn Theobald, der 1890 verstarb. Dessen Witwe heiratete 1893 Peter Müller. Nach dem Tod von Johann Eichelberger 1899 übernahm Peter Müller 1902 den Betrieb offiziell. Zu diesem Zeitpunkt war der Mühlbetrieb bereits eingestellt worden. Der Gastbetrieb wurde bis zum Kriegsausbruch fortgeführt.